# Salomon Cronhielm af Hakunge
Salomon Cronhielm af Hakunge, född 1666, död 24 februari 1724 i Stockholm, var en svensk greve och riksråd, son till Polykarpus Cronhielm och Hebbla Standorph, i sin tur sondotterdotter till Jöran Persson.

## Biografi
Cronhielm af Hakunge blev 1694 kammarherre, och 1698 utnämnd till stallmästare. 1707 utsågs han till landshövding över Närke och Värmland och 1714 till ombudråd och chef för handelsexpeditionen. 1719 upphöjdes han till riksråd och grevlig värdighet. Cronhielm stod nära Karl XI under dennes sista år. Vid riksdagen 1713/14 framträdde han som kungens försvarare och beskylldes av oppositionen för flatterie.
Han gifte sig 10 november 1695 på Gripsholm i Kärnbo med Charlotta Sparre.
Deras barn var:
- Axel Cronhielm af Hakunge
- Beata Cronhielm af Hakunge